# التوصيل البطيني الأذيني

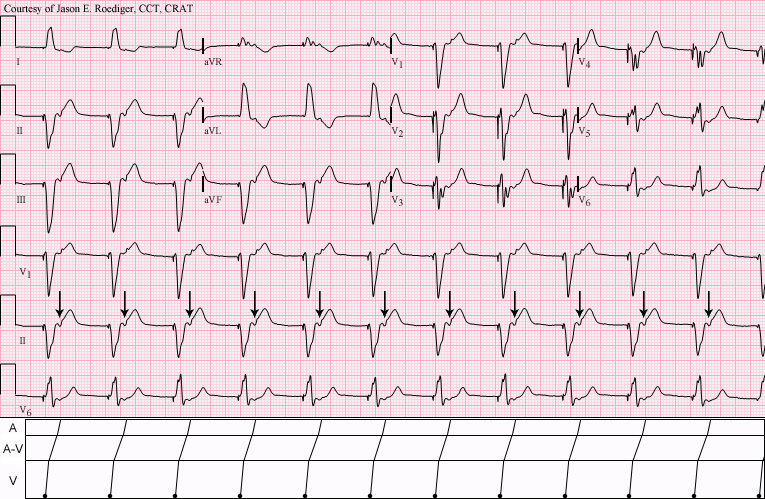
مخطط كهربائيّة القلب ويظهر فيه جهاز تنظيم ضربات القلب البطينيّ مع توصيل بطيني أذينيّ راجع بنسبة 1:1 (V-A) إلى الأذينين (حيث تشير الأسهم).

التّوصيل VA يُسمّى أيضاً التوصيل البطينيّ الأذينيّ (بالإنجليزية: Ventriculoatrial Conduction)‏ ويُشار إليه أحيانا باسم التّوصيل الرُجعانِي (بالإنجليزية: Retrograde conduction)‏ أو (التوصيل الاِرْتِدَادي لدَفْعَة القَلْب من البطينين أو من العقدة الأذينية البطينية إلى الأذينين، ويُسمى أيضاً تَوصيلٌ رُجوعِيّ، وتَوْصِيْلٌ بالطَّرِيْقِ الرَّاجِع)، وهو عبارة عن ظاهرة توصيل عكسيّ في القلب، حيث يأتي التّوصيل من البُطينَيْنِ أو من العقدة الأذينيّة البُطينيّة إلى الأذينين ومن خلالهما.
ويؤدّي التّوصيل العكسيّ إلى العديد من الأعراض المختلفة، بشكل أساسيّ تلك النَّاجمة عن التّأخير في التّوصيل الكهربائيّ والتّوقيت الغير فسيولوجي (أيّ: توقيت مَرَضيّ غير مضبوط فسيولوجيّا-non physiological timing) للانقباض الأذينيّ مقابل الانقباض البطينيّ.